# Neville Lederle
Neville Lederle, južnoafriški dirkač Formule 1, * 25. september 1938, Theunissen, Winburg, Orange Free State, Južnoafriška republika, † 17. maj 2019, Knysna, Južnoafriška republika.
Debitiral je na domači in zadnji dirki sezone 1962 za Veliko nagrado Južne Afrike, kjer je s šestim mestom dosegel svojo edino uvrstitev med dobitnike točk. Drugič in zadnjič je v Formuli 1 nastopil na domači in prvi dirki sezone 1965 za Veliko nagrado Južne Afrike, kjer se mu ni uspelo kvalificirati na dirko.

## Popolni rezultati Formule 1

### Prvenstvene dirke
(legenda) (odebeljene dirke pomenijo najboljši štartni položaj, poševne pa najhitrejši krog, †-uvrščen kljub odstopu)
| Leto | Moštvo             | Šasija   | Motor             | 1       | 2   | 3   | 4   | 5  | 6   | 7   | 8   | 9     | 10      | Prv | Toč |
| ---- | ------------------ | -------- | ----------------- | ------- | --- | --- | --- | -- | --- | --- | --- | ----- | ------- | --- | --- |
| 1962 | Neville Lederle    | Lotus 21 | Climax Straight-4 | NIZ     | MON | BEL | FRA | VB | NEM | ITA | ZDA | JAR 6 |         | 18. | 1   |
| 1963 | Neville Lederle    | Lotus 21 | Climax Straight-4 | MON     | BEL | NIZ | FRA | VB | NEM | ITA | ZDA | MEH   | JAR DNA | -   | 0   |
| 1965 | Scuderia Scribante | Lotus 21 | Climax Straight-4 | JAR DNQ | MON | BEL | FRA | VB | NIZ | NEM | ITA | ZDA   | MEH     | -   | 0   |

### Neprvenstvene dirke
| Leto | Moštvo             | Šasija   | Motor             | 1      | 2   | 3   | 4   | 5   | 6   | 7   | 8      | 9   | 10  | 11  | 12  | 13  | 14  | 15  | 16  | 17  | 18  | 19  | 20  | 21      | 22      | 23  |
| ---- | ------------------ | -------- | ----------------- | ------ | --- | --- | --- | --- | --- | --- | ------ | --- | --- | --- | --- | --- | --- | --- | --- | --- | --- | --- | --- | ------- | ------- | --- |
| 1961 | Neville Lederle    | Lotus 18 | Ford Straight-4   | NZL    | LOM | GLV | PAU | BRX | VIE | AIN | SYR    | NAP | LON | SIL | SOL | KAN | DAN | MOD | FLG | OUL | LEW | AVS | VAL | RAN DNA | NAT Ret | JAR |
| 1962 | Neville Lederle    | Lotus 18 | Ford Straight-4   | CAP 14 | NZL | BRX | LOM | LAV | GLV | PAU | AIN    | INT | NAP | MAL | CLP | RMS | SOL | KAN | MED | DAN | OUL | MEH | AVS |         |         |     |
| 1962 | Neville Lederle    | Lotus 21 | Climax Straight-4 |        |     |     |     |     |     |     |        |     |     |     |     |     |     |     |     |     |     |     |     | RAN 5   | NAT 4   |     |
| 1964 | Scuderia Scribante | Lotus 21 | Climax Straight-4 | DMT    | NWT | SYR | AIN | INT | SOL | MED | RAN 10 |     |     |     |     |     |     |     |     |     |     |     |     |         |         |     |